# Le Père Chopin
Pour plus de détails, voir Fiche technique et Distribution.
 Le Père Chopin (The Music Master) est un film québécois réalisé par Fedor Ozep, sorti en 1945.
Il est l'un des premiers films québécois. 

## Synopsis
Un veuf, immigré de France, est soutien d’une famille de cinq enfants. Pour des motifs et dans des circonstances distinctes, lui et son frère ont été séparés dès l’enfance. Ayant évolué dans un milieu différent de celui de son frère, le retrouver entraîne de nombreux bouleversements dans sa vie et celle de sa famille.

## Fiche technique
- Réalisation : Fedor Ozep en collaboration avec Georges Friedland
- Production : Charles Philipp
- Scénario : Bella Daniel
- Dialogues : Jean Desprez
- Adaptation : Georges Friedland
- Directeurs de production : James Brodsky et Paul Sanche
- Décors : Richard Richtaryk, Sam Corso, Raoul Authier et Hans Behrens
- Montage : Georges Friedland
- Musique : Rudolph Goehr et l'Orchestre philharmonique de Montréal sous la direction de Jean-Marie Beaudet
- Photographie : Don Malkames
- Son :  Walter Darling

## Distribution

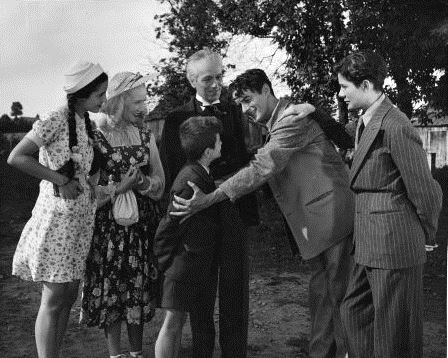
Ginette Letondal, Madeleine Ozeray, Louis Rolland, Marcel Chabrier, Guy Maufette, Pierre Dagenais

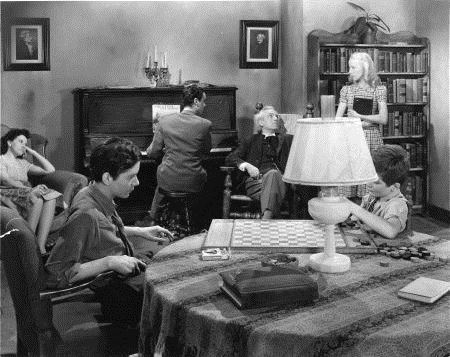
Une saine vie familiale

- Madeleine Ozeray : Madeleine Dupont
- Marcel Chabrier : Paul Dupont, le père Chopin
- Pierre Durand : Pierre Dupont
- François Rozet : Jacques Dupont
- Janine Sutto : Carmen Dupont
- Guy Mauffette : Roger
- Pierre Dagenais
- Ginette Letondal : Ginette Dupont
- Albert Duquesne
- Ovila Légaré : Le curé
- Louis Rolland : Pierrot
- J. Léo Gagnon : Un journaliste
- Paul Guèvremont
- Jeanne Maubourg
- Fanny Tremblay
- Lise Roy : La petite fille à la pomme
- Jean Lajeunesse
- Conrad Gauthier
- Roland D'Amour

## Autour du film
Le tournage du film débute sur le Mont Royal le 20 août 1944 lors d'un concert réunissant 220 figurants. L'équipe se déplace ensuite à Saint-Théodore de Chertsey pour tourner les scènes extérieures.
La première du film a lieu au Théâtre Saint-Denis à Montréal le 19 avril 1945. À l'affiche durant quatre semaines, ce sera le premier succès commercial du cinéma québécois.
Il s'agit de la première apparition à l'écran de Janine Sutto.